# Gabriel Veron
Gabriel Veron Fonseca de Souza, dit Veron, né le 3 septembre 2002 à Assu, est un footballeur brésilien qui joue au poste d'ailier droit au EC Juventude, prêté par le FC Porto.
Son deuxième prénom lui a été donné en hommage au footballeur argentin Juan Sebastián Verón.

## Carrière

### En club
En juin 2018, il est décisif lors de la victoire en finale de Palmeiras face au Real Madrid en finale d'un tournoi international U-17 en Espagne, à Fuenlabrada (4-2) et termine meilleur buteur du tournoi,.
À la suite de son succès en coupe du monde des moins de 17 ans, il joue son premier match en pro avec Palmeiras contre Fluminense le 28 novembre 2019.
Le 8 mai 2020, il est inclus dans le top 50 — à la 32e position — des meilleurs jeunes au niveau mondial par le site spécialisé de Football Talent Scout.
Le 21 juillet 2022, il a été acheté 10,2 M€ par le FC Porto, qui devra aussi 12,5 % sur la plus-value d'une future revente. Il signe un contrat de 5 saisons.

### En sélection nationale
En octobre et novembre 2019, il est sélectionné pour la Coupe du monde des moins de 17 ans au Brésil. L'équipe du Brésil atteint la finale de la compétition, qu'elle n’a plus atteint depuis 2003.
Impliqué dans plusieurs buts déterminants — notamment contre la France en demi-finale — il est nommé joueur du tournoi et figure également dans l'équipe type de la compétition de France Football.

## Statistiques
| Saison                | Club                  | Championnat           | Championnat | Championnat | Championnat | Coupe nationale | Coupe nationale | Coupe nationale | Coupe de la Ligue | Coupe de la Ligue | Coupe de la Ligue | Supercoupe | Supercoupe | Supercoupe | Compétition(s) continentale(s) | Compétition(s) continentale(s) | Compétition(s) continentale(s) | Compétition(s) continentale(s) | Ligue régionale | Ligue régionale | Ligue régionale | Total | Total | Total |
| Saison                | Club                  | Division              | M.          | B.          | P.d.        | M.              | B.              | P.d.            | M.                | B.                | P.d.              | M.         | B.         | P.d.       | Comp.                          | M.                             | B.                             | P.d.                           | M.              | B.              | P.d.            | M.    | B.    | P.d.  |
| 2019                  | SE Palmeiras          | Série A               | 3           | 2           | 1           | -               | -               | -               | -                 | -                 | -                 | -          | -          | -          | CL                             | -                              | -                              | -                              | -               | -               | -               | 3     | 2     | 1     |
| 2020                  | SE Palmeiras          | Série A               | 20          | 4           | 2           | 4               | 2               | 1               | -                 | -                 | -                 | -          | -          | -          | CL                             | 7                              | 3                              | 1                              | 6               | 0               | 1               | 37    | 9     | 5     |
| 2021                  | SE Palmeiras          | Série A               | 14          | 1           | 1           | -               | -               | -               | -                 | -                 | -                 | 1          | 0          | 0          | RS+CL                          | 1+4                            | 0+0                            | 0+1                            | -               | -               | -               | 20    | 1     | 2     |
| 2022                  | SE Palmeiras          | Série A               | 12          | 1           | 3           | 3               | 0               | 1               | -                 | -                 | -                 | -          | -          | -          | RS+CL                          | 2+5                            | 0+1                            | 0+1                            | 13              | 0               | 1               | 35    | 2     | 6     |
| Sous-total            | Sous-total            | Sous-total            | 49          | 8           | 7           | 7               | 2               | 2               | -                 | -                 | -                 | 1          | 0          | 0          | -                              | 19                             | 4                              | 3                              | 19              | 0               | 2               | 95    | 14    | 14    |
| 2022-2023             | FC Porto              | Primeira Liga         | 17          | 0           | 2           | 3               | 1               | 1               | 2                 | 0                 | 1                 | 1          | 0          | 0          | C1                             | 3                              | 0                              | 0                              | -               | -               | -               | 26    | 1     | 4     |
| 2024                  | Cruzeiro EC (prêt)    | Série A               | 27          | 6           | 2           | -               | -               | -               | -                 | -                 | -                 | -          | -          | -          | CS                             | 10                             | 0                              | 0                              | -               | -               | -               | 37    | 6     | 2     |
| 2025                  | Santos FC (prêt)      | Série A               | 6           | 0           | 0           | 1               | 0               | 0               | -                 | -                 | -                 | -          | -          | -          | -                              | -                              | -                              | -                              | 2               | 0               | 0               | 9     | 0     | 0     |
| 2025                  | EC Juventude (prêt)   | Série A               | -           | -           | -           | -               | -               | -               | -                 | -                 | -                 | -          | -          | -          | -                              | -                              | -                              | -                              | -               | -               | -               | 0     | 0     | 0     |
| Sous-total            | Sous-total            | Sous-total            | 50          | 6           | 4           | 4               | 1               | 1               | 2                 | 0                 | 1                 | 1          | 0          | 0          | -                              | 13                             | 0                              | 0                              | 2               | 0               | 0               | 72    | 7     | 6     |
| Total sur la carrière | Total sur la carrière | Total sur la carrière | 99          | 14          | 11          | 11              | 3               | 3               | 2                 | 0                 | 1                 | 2          | 0          | 0          | -                              | 32                             | 4                              | 3                              | 21              | 0               | 2               | 167   | 21    | 20    |

## Palmarès
| SE Palmeiras (7) | FC Porto (3) | Brésil -17 ans (1)                          |
| --- | --- | ------------------------------------------- |
| - Copa Libertadores - Vainqueur : 2020 et 2021 - Recopa Sudamericana - Vainqueur : 2022 - Championnat du Brésil - Champion : 2022 - Coupe du Brésil - Vainqueur : 2020 - Campeonato Paulista - Champion : 2020 et 2022 | - Championnat du Portugal - Vice-champion : 2023 - Coupe du Portugal - Vainqueur : 2023 - Supercoupe du Portugal - Vainqueur : 2022 - Coupe de la Ligue - Vainqueur : 2023 | - Coupe du Monde -17 ans - Vainqueur : 2019 |